# Rupture de barrages de Bento Rodrigues
La rupture de barrages de Bento Rodrigues, survenue le 5 novembre 2015 dans l'État de Minas Gerais au Brésil, a entraîné l'écoulement de millions de tonnes de boues issues de l'exploitation d'une mine de fer. À cause de l'ampleur des impacts et de leur durée prévisible, jusqu'à 30 ans, l'incident est surnommé « Fukushima brésilien »,. Ce serait en effet la pire catastrophe écologique de toute l'histoire du Brésil,,.

## Déroulement

Les inondations de Bento Rodrigues, causées par la rupture de retenue haute entraînant celle du barrage bas.

La rupture de retenue de résidus miniers s'est produite à 35 km du centre de la ville brésilienne de Mariana, dans l'État de Minas Gerais, l'après-midi du 5 novembre 2015, à 124 km de la capitale Belo Horizonte.
Le village Bento Rodrigues (pt) de 620 habitants a été dévasté par une gigantesque coulée de boue de 60 millions de tonnes de déchets de minerai de fer, causée par la rupture de deux barrages en remblai. Le village est immergé dans une boue ocre provenant de l'exploitation d'une mine de fer exploitée par Samarco (en) (une filiale de BHP Billiton et de Vale).
La coulée de boue s'est propagée par le Rio Gualaxo do Norte, un sous-affluent du Rio Doce, par le Rio do Carmo jusqu'à la localité de Barra Longa à 60 kilomètres en aval puis a contaminé le fleuve Rio Doce, source principale de captation d'eau pour des milliers d'habitants du bassin. Elle s'est ensuite déversée dans l’océan Atlantique. 
La société d'exploitation n'avait prévu aucun plan d'évacuation, ce qui a compliqué les secours.
Des travaux étaient en cours, le barrage ayant atteint la limite de ses capacités, était en cours de surélévation. Le ministère public de l’État du Minas Gerais a affirmé que la rupture du barrage n’était pas un accident et qu’il rassemblait les preuves d’une négligence de maintenance.

## Bilan

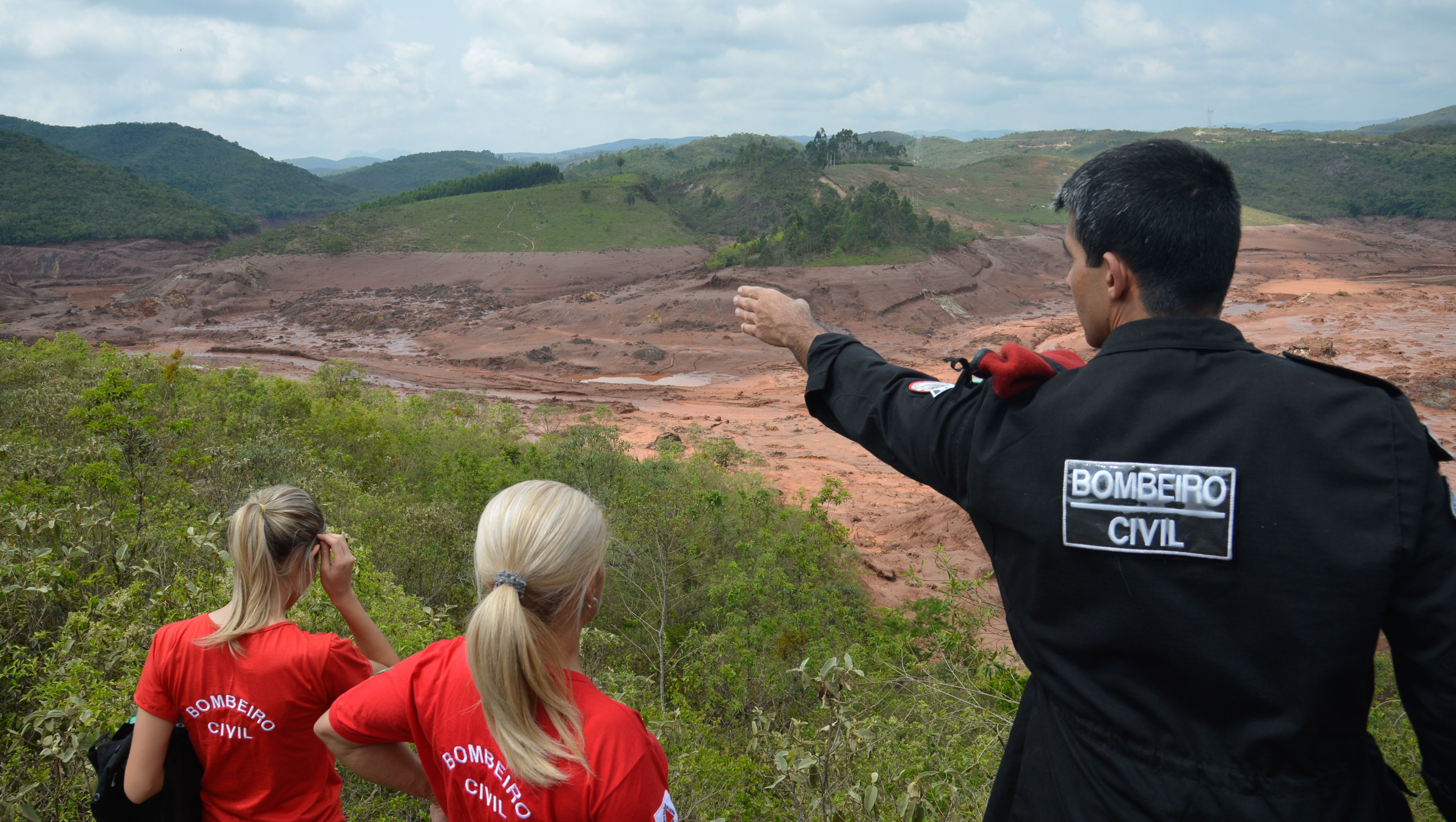
Pompiers devant le site de la catastrophe.

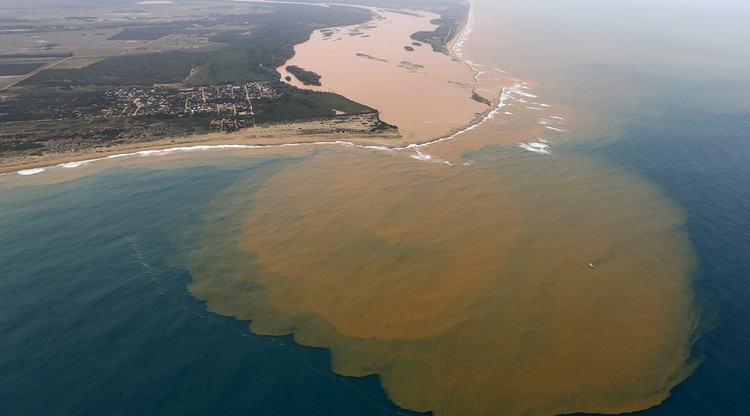
Pollution de l'océan par la coulée de boue.

Le bilan provisoire, en 2015, fait état d'une vingtaine de morts, d'une vingtaine de disparus et d'une cinquantaine de blessés. En quelques jours, des millions de poissons sont morts d’asphyxie et les habitants surnomment désormais ce fleuve le « Rio Morto » (la rivière morte). Les conséquences sur les nappes phréatiques sont pour l’instant peu connues, mais des contaminations sont à craindre. Des pollutions liées à la décomposition des animaux et des poissons morts commencent à préoccuper les autorités sanitaires.